# Итала (город)

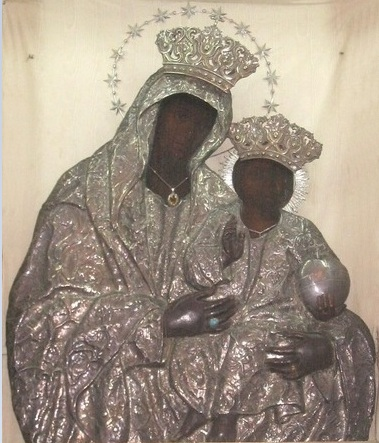
Икона Пресвятой Богородицы <<Священное писание>> (Maria Santissima della Sacra Lettera), почитаемой в Палми.

Итала (итал. Itala) — коммуна в Италии, располагается в регионе Сицилия, в провинции Мессина.
Население составляет 1692 человека (2008 г.), плотность населения составляет 169 чел./км². Занимает площадь 10 км². Почтовый индекс — 98025. Телефонный код — 090.
Покровительницей коммуны почитается икона Пресвятой Богородицы ``Священное писание, празднование 3 июня.

## Демография
Динамика населения:

## Администрация коммуны
- Официальный сайт: http://www.comuneitala.it/